# Карпач
Карпач (пољ. Karpacz) град је у Пољској у Војводству доњошлеском. По подацима из 2012. године број становника у месту је био 5007.

## Становништво
| 2012. |
| ----- |
| 5.007 |

## Партнерски градови
- Каменц